# 편안

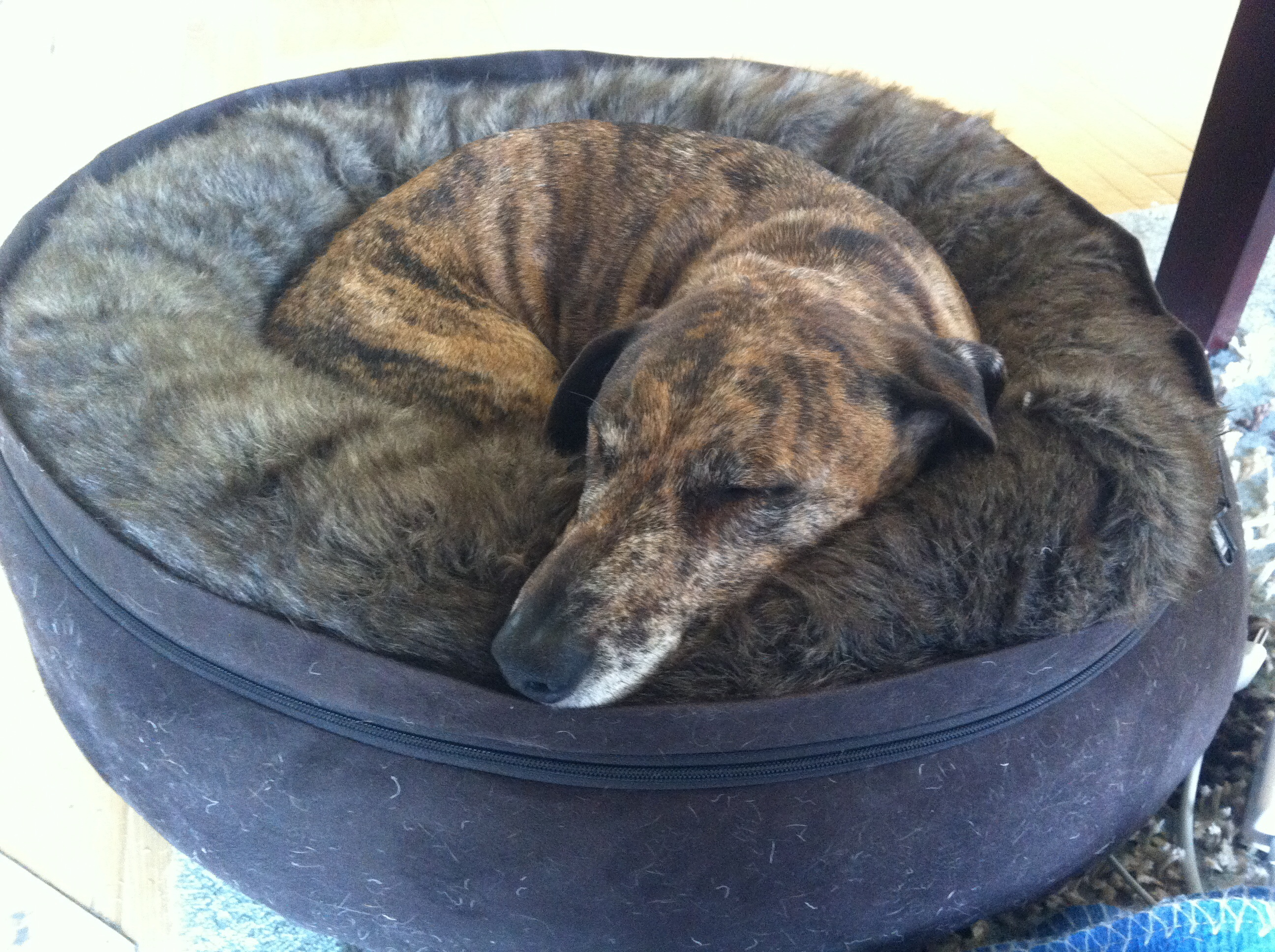
편안한 개

편안(便安)은 육체적 또는 심리학적 안락함의 감정이다. 고통의 부재가 특징이다. 편안이 없는 사람은 불편을 호소하거나 경험한다.
친숙한 활동에 참여하거나 친숙한 물건을 계속 보유하거나 위안을 주는 음식을 소비하는 등 즐거운 기억과 관련한 경험을 재현함으로써 달성할 수 있다.

## 같이 보기
- 안전지대 (심리학)
- 위로
- 만족
- 기쁨